# Schenkia opacula
Schenkia opacula là một loài tò vò trong họ Ichneumonidae.